# Kaarola Avellan

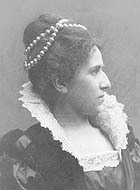
Kaarolla Avellan fotograferad av Daniel Nyblin.

Kaarola Avellan, född 1853, död 1930, var en finländsk skådespelare och pedagog. Hon var engagerad vid Finlands nationalteater 1876-1887 och därefter aktiv som framstående teaterpedagog. 